# Klenk
Klenk est un constructeur automobile basé en Allemagne. 

## Historique
En 1954, Hans Klenk engage une Klenk Meteor pour une seule manche du championnat du monde de Formule 1, le Grand Prix d'Allemagne, avec Theo Helfrich comme pilote. En qualifications, l'Allemand réalise le vingt-et-unième temps en 11 min 18 s 3, à 1 min 20 s 2 de la Mercedes de Juan Manuel Fangio. En course, avec trois forfaits au départ et le dépassement de la Ferrari de Louis Rosier, Helfrich dix-huitième à l'issue du premier tour, parvient à prendre le meilleur sur la Gordini de Jean Behra. Au huitième tour de l'épreuve, il abandonne en raison d'une défaillance de son moteur BMW alors qu'il occupait la treizième place,,.
Un mois plus tard, le 19 septembre, l'Allemand Helmut Niedermayr, copilote de Theo Helfrich aux 24 Heures du Mans 1952, engage une Klenk Meteor dans le cadre de l'Avusrennen, épreuve hors-championnat du monde de Formule 1 disputée sur le circuit de l'Avus. L'Allemand, pénalisé par un problème de direction, termine septième et avant-dernier, à huit tours du vainqueur Karl Kling.

## Résultats en championnat du monde de Formule 1
| Saison | Écurie  | Châssis      | Moteur         | Pneus   | Pilotes       | Grand Prix disputé | Points inscrits | Classement |
| ------ | ------- | ------------ | -------------- | ------- | ------------- | ------------------ | --------------- | ---------- |
| 1954   | H Klenk | Klenk Meteor | BMW 6 en ligne | Pirelli | Theo Helfrich | Allemagne          | 0               | n.c.       |